# Мбанангой, Брюно
Брюно́ Мбананго́й Зита́(фр. Bruno Mbanangoyé Zita; 15 июля 1980, Порт-Жантиль) — габонский футболист, выступавший на позиции полузащитника. Выступал за сборную Габона.

## Карьера

### Клубная
Футбол с раннего детства Брюно начал прививать его отец. Вскоре будущий футболист поступил в специализированную школу по футболу в столице Габона. Там Брюно провел шесть лет играя в команде «Петроспор», позже уехал в Тунис, где попал в команду 2-го дивизиона «Джерба». Показывая игру высокого уровня, уже в следующем, 2005 году, выступал за команду 1-го дивизиона «Эсперанс». Однако в 2006 году был заключён профессиональный четырёхлетний контракт с минским «Динамо». Почти год ушёл на адаптацию и, поиграв предварительно за дубль команды, уже к середине сезона 2007 Брюно заиграл в свой привычный футбол. Как результат — дважды (в 2007 и 2008 годах) болельщики «Динамо» признавали Мбанангоя лучшим игроком команды.
Брюно Мбанангой является серебряным призёром чемпионата Белоруссии.
Решил приостановить карьеру в конце 2012 года

### В сборной
Брюно забил победный гол сборной своей страны в ворота сборной Ливии, который вывел сборную Габона в 3-й квалификационный раунд отборочного турнира к ЧМ-2010.

## Достижения
- Серебряный призёр чемпионата Белоруссии (2): 2008, 2009
- Бронзовый призёр чемпионата Белоруссии (1): 2012